# Slammiversary XII
Slammiversary XII foi um evento em formato pay-per-view de luta livre profissional produzido pela Total Nonstop Action Wrestling (TNA), que ocorreu no dia 15 de junho de 2014 no College Park Center na cidade de Arlington, Texas. Esta foi a décima edição na cronologia do Slammiversary e o terceiro pay-per-view no calendário de 2014 da TNA a ser transmitido ao vivo. Esta edição do Slammiversary também comemora o décimo-segundo aniversário da empresa.

## Produção
Em 6 de março de 2014, foi anunciado através do site oficial da TNA que o Slammiversary de 2014 seria realizado no College Park Center em Arlington, Texas, mesmo local do evento realizado em 2012. Os ingressos começaram a ser vendidos a partir de 28 de março.
Como todos os anos, a TNA organizará a sua anual Slammiversary VIP Weekend com sua Slammiversary Fan InterAction, dando a oportunidade aos fãs para chegar perto dos seus lutadores favoritos para autógrafos, fotografias e conversas em 14 de junho de 2014, um dia antes do evento. Os pacotes de viagens começaram a ser vendidos em 21 de março.
No mesmo comunicado, também foi anunciado que o terceiro integrante do Hall da Fama da TNA seria anunciado durante o Slammiversary XII. O Team 3D foram os induzidos naquele ano.

## Antes do evento
Slammiversary XII teve combates de luta profissional de diferentes lutadores com rivalidades e histórias pré-determinadas que se desenvolveram no Impact Wrestling — programa de televisão da Total Nonstop Action Wrestling (TNA). Os lutadores interpretaram um vilão ou um mocinho seguindo uma série de eventos para gerar tensão, culminando em várias lutas.
Após defender seu título com sucesso no Sacrifice contra Magnus, o campeão mundial dos pesos-pesados Eric Young colocou mais uma vez seu título em jogo no Impact Wrestling seguinte ao evento, desta vez contra Bobby Roode, onde mais uma vez saiu vencedor. Uma semana depois, no Impact Wrestling de 8 de maio, Roode exigiu uma revanche, que Young aceitou. Porém, o diretor de operações da TNA, MVP, cancelou a luta entre os dois, afirmando que aquilo não era o melhor para Young. No mesmo dia, MVP foi ao ringue para anunciar o desafiante pelo Campeonato Mundial dos Pesos-Pesados de Young no Slammiversary, porém, ele atacou o campeão, se tornando em um vilão no processo, e se auto-intitulou como o desafiante pelo título.

## Resultados
| Nº                                          | Resultados | Estipulações                                                                                | Tempo |
| ------------------------------------------- | --- | ------------------------------------------------------------------------------------------- | ----- |
| 1                                           | Sanada (c) derrotou Manik, Tigre Uno, Davey Richards, Eddie Edwards e Crazzy Steve (com Knux, Rebel e The Freak)                            | Luta de escadas pelo TNA X Division Championship                                            | 9:41  |
| 2                                           | Lashley derrotou Samoa Joe | Luta individual para determinar o primeiro desafiante ao TNA World Heavyweight Championship | 8:54  |
| 3                                           | Magnus (com Bram) derrotou Willow (com Abyss)                                                                                               | Luta individual                                                                             | 10:01 |
| 4                                           | Austin Aries derrotou Kenny King | Luta individual para determinar o segundo desafiante ao TNA World Heavyweight Championship  | 10:01 |
| 5                                           | The Von Erichs (Marshall Von Erich e Ross Von Erich) (com Kevin Von Erich) derrotou The BroMans (Jessie Godderz e DJ Z) por desqualificação | Luta de duplas                                                                              | 5:13  |
| 6                                           | Angelina Love (c) (com Velvet Sky) derrotou Gail Kim                                                                                        | Luta individual pelo TNA Knockouts Championship                                             | 6:43  |
| 7                                           | Ethan Carter III (com Rockstar Spud e Dixie Carter) derrotou Bully Ray                                                                      | Luta Texas Death                                                                            | 17:12 |
| 8                                           | Mr. Anderson derrotou James Storm | Luta individual                                                                             | 5:30  |
| 9                                           | Eric Young (c) derrotou Lashley e Austin Aries                                                                                              | Luta three-way em uma jaula de aço pelo TNA World Heavyweight Championship                  | 12:11 |
| (c) – Refere-se aos campeões antes da luta. | |                                                                                             |       |